# Панк-мода
Понятие панк-мода подразумевает одежду, причёски, макияж, аксессуары и украшения связанные с панк-субкультурой, а также различные модификации тела. Панк-мода варьируется в очень широких пределах: от дизайнерской одежды модельера Вивьен Вествуд до более экстремальных образов сформировавшихся вокруг отдельных музыкальных стилей, таких как стрит-панк и Oi!, а также будничной одежды распространённой среди исполнителей хардкор-сцены. В визуальной атрибутике панка нашли место элементы других субкультур и художественных направлений, таких как: глэм-рокеры, скинхэды, руд-бои, гризеры и моды. Впоследствии, панк-мода отразилась как на самих группах, так и на поп-культуре в целом. Многие панки используют одежду в качестве своеобразного манифеста.
Впоследствии, панк-мода подверглась мощной коммерциализации, многие известные модельеры, такие как Анна Суй, Вивьен Вествуд и Жан-Поль Готье, стали использовать панк-элементы в своей продукции. Одежда созданная в панк-стиле, которая изначально представляла собой наряды ручной работы, была поставлена на конвейер и начала продаваться в магазинах звукозаписи и небольших бутиках, специализирующихся на одежде в духе 1980-х. Панк-причёски также стали распространённым явлением на страницах глянцевых журналов и других фэшн-медиа, помимо этого панку стали посвящать отдельные модные показы и широко использовать каноничные образы этого стиля в поп-культуре.
Отдельные направления панк-рок-субкультуры имеют характерную для себя моду, хотя между ними зачастую встречаются общие элементы.

## 1970-е (Первая/вторая волна)
Жанр панк-рок представлял собой протест против мейнстримовой музыки (или даже поп-культуры в целом), а мода ранних панк-исполнителей была демонстративно антиматериалистической. Как правило, на контрасте с длинными волосами хиппи и модными прическами исполнителей диско, панки использовали короткие, неопрятные стрижки.
В США импульс подала группа Ramones, чьи музыканты были одеты в грязную, будничную одежду (впоследствии ставшую более каноничной) — футболки, джинсы и кожаные куртки — представляющую собой стиль рабочего класса. Другие американские панк-исполнители, New York Dolls и Патти Смит, использовали на своих выступлениях более дорогостоящие и красочные наряды, близкие к представителям диско и поп-рока. В свою очередь участники группы Television, носили короткие стрижки и рваную одежду, с подачи их тогдашнего лидера Ричарда Хэлла.
В Великобритании, панк-мода повлияла на работы Вивьен Вествуд, Малкольма Макларена и Bromley Contingent, в частности на одежду, которая продавалась в бутике Макларена под названием «SEX». По словам модельера, на его творчестве сильно отразился имидж Ричарда Хэлла, о котором он узнал когда продюсировал группу New York Dolls в Нью-Йорке. На ранней панк-сцене были очень популярны вызывающие футболки с оскорбительными принтами, такие как футболка с надписью «DESTROY» из магазина «SEX», в которой были изображено перевернутое распятие и нацистская свастика. Ещё одна футболка, популярная в субкультуре, представляла собой рисунок Белоснежки, которую насилуют пятеро гномов, а двое оставшихся занимаются анальным сексом (называлась «Snow White and the Sir Punks»). Рисунок являлся частью постера «Disneyland Memorial Orgy», опубликованного журналом The Realist в мае 1967 года, хотя на футболке сцена изображена более откровенно. Такие футболки, как и другие предметы панк-одежды, зачастую были порваны намеренно. Другие предметы в ранней британской панк-моде включали: кожаные куртки, блейзеры и рубашки, покрытые нашивками и значками с различными лозунгами (например, «Только анархисты хороши»), кровью, пятнами и дерзкими изображения.
Среди других предметов одежды популярных в панк-субкультуре можно отметить: аксессуары БДСМ-тематики; чулки в сеточку (иногда порванные); шипы и другие шипованные украшения; английские булавки (в одежде и пирсинге); серебряные браслеты и различный макияж — в частности, густо подведённые тушью глаза. Многие женщины-панки восстали против консервативных гендерных стереотипов, объединив традиционно женскую одежду с элементами мужских нарядов, например, комбинируя балетную пачку с громоздкими ботинками. Так, в период выпуска альбома Dry Пи Джей Харви выступала в кожаной одежде, чёрных армейских ботинках и с женственным пучком на голове.
Одежда панков иногда включала предметы повседневной жизни, с целью достижения эстетического эффекта. Целенаправленно разорванная одежда скреплялась с помощью булавок или оборачивалась подвязками; из черных мусорных мешков делали платья, рубашки и юбки. Одними из символов субкультуры стали бритвенные лезвия и цепи, которые использовались панками в качестве аксессуаров. Среди панков была популярна одежда из кожи, резины и латекса, не в последнюю очередь, из-за распространённости в субкультуре нетрадиционных сексуальных практик, таких как бондаж и садомазохизм.
Панки отдавали предпочтение следующей обуви: мотоциклетным сапогам, криперсам, кедам (Chuck Taylor All-Stars), полукедам (Puma Clydes), а также ботинкам фирмы Dr. Martens. Также, в субкультуре были популярны: зауженные джинсы, облегающие кожаные штаны и бондажные брюки. Другие ранние панки (в первую очередь The Adicts) подражали героям фильма «Заводной апельсин», надевая подтяжки и шляпы-котелки. В панк-движении были распространены неряшливые причёски: короткие стрижки с грязными волосами (что делалось намеренно), зачастую они окрашивались в яркие, неестественные цвета. Несмотря на свою провокационность, эти прически были не такими экстремальными, как более поздние панк-прически.

## 1980-е (Поджанры панка)
В 1980-х годах в Великобритании и Соединенных Штатах появились новые поджанры панка, многие из которых сформировали свою собственную моду. Впоследствии, музыкальные эксперты признавали, что классические панк-образы стали отражением моды именно этого периода — когда в панке появились такие направления как Oi! и стрит-панк, а также UK82. В то же время, в США сформировался хардкор-панк, который представляли такие группы, как: Black Flag, Minor Threat и Fear, ставшие родоначальниками утилитарной антимоды — более простой, будничной одежды. Тем не менее, несмотря на эволюционирование жанра, некоторые элементы свойственные панку 1970-х сохранились и в более поздней моде этой субкультуры.
Хотя панки имели схожие предметы одежды как в Америке, так и в Европе, некоторые географические области отличались специфическими элементами стиля. Среди наиболее распространённой панк-обуви в 1980-х фигурировали: ботинки фирмы Dr. Martens, мотоциклетные сапоги и армейские ботинки; иногда обувь украшалась банданами, цепями или шипованными полосками кожи. В качестве верхней одежды были распространены: джинсы (зачастую грязные, рваные или окрашенные отбеливателем), тартановые килты и кожаные юбки, которые стали популярным элементом одежды среди женщин-панков. Иногда в качестве ремней использовались толстые цепи. Также стали распространены ремни декорированные гильзами и шипами (иногда одевались несколько одновременно).
Некоторые панки при помощи маркеров наносили на свои футболки различные политические лозунги, названия групп и фразы, связанные с этим музыкальным направлением. Хотя подобные вещи существовали и в 1970-х, именно в следующем десятилетии они обрели свой законченный, каноничный вид. Также, в субкультуре были популярны футболки с фабричными принтами, содержащие изображения или слоганы связанные с панком. Кроме того, в этом десятилетии получили широкое распространение различные вариации кожаных курток и джинсовых жилетов, что стало причиной снижения популярности блейзеров. Изменения стиля также отразились на панк-прическах: распространение получили бритые волосы (стиль Oi!), «ёжик», а также шипованный и классический ирокезы, которые стали символом субкультуры. Высокие ирокезы и шипованные прически, с яркоокрашенными волосами, приобрели более экстремальный характер, нежели в 1970-х годах. Также появились прически с поднятыми «дыбом» волосами, не распределенными в отдельные шипы. Кроме того, среди групп хоррор-панка стала популярна прическа в стиле «devilock» группы The Misfits, когда оставляли только длинный пучок волос на передней части головы. В 1980-е получили широкое распространение пирсинг и татуировки различной тематики, но чаще всего большого объёма. Также, в этот период появился ещё один классический панк-элемент — шипованный чокер. В свою очередь, некоторые женщины выразили протест гламурной тенденции конца 70-х, сформировав более андрогинные образы.
Исполнители хардкор-панка сформировали свой собственный имиджевый стиль, который включал: футболки, джинсы, армейские ботинки или сникерсы, а также стрижку «ёжик». Среди женщин этого направления были распространены: армейские штаны, футболки и джемпера с капюшоном. Стиль хардкор-сцены 1980-х годов контрастировал с более провокационной модой панк-рокеров конца 1970-х (сложные прически, разорванная одежда, штыри, шпильки, шипы и т. д.). Вокалист группы Circle Jerks Кит Моррис так описал раннюю хардкор-моду: «… по большей части панк-сцена была основана на британской моде, но мы не имели с этим ничего общего. Группы Black Flag и The Circle Jerks были очень далеки от этого. Мы выглядели как парни, которые работали на бензоколонке или в закусочной». Схожее мнение выражал фронтмен Black Flag Генри Роллинз, отмечая, что концертный наряд — это «чёрная футболка и какие-нибудь тёмные штаны»; по словам Роллинза, фэшн-аспект в музыке являлся необязательной абстракцией. В свою очередь, Джимми Гестапо из группы Murphy's Law объяснил мотивацию смены своего панк-образа (шипованная причёска и бондажный ремень) к хардкорному (бритая голова и армейские ботинки), практическими причинами, так как такая одежда была более функциональной и удобной. По мнению ряда музыкальных экспертов, «фанаты хардкора не похожи на панков», поскольку адепты хардкор-сцены носили повседневную одежду и короткие стрижки, в отличие от «экзотических кожаных курток и брюк», которые были популярны среди панков.
Тем не менее, некоторые музыкальные историки описывали хардкор-моду в другом ключе, так по мнению Лорейн Лебланк стандартная одежда представителей этой субкультуры включает: рваные джинсы, кожаные куртки, шипованные напульсники и ошейники, а также ирокезы и различные нашивки с названиями групп и политическими лозунгами. Другой музыкальный эксперт утверждает, что изначальный внешний вид участников хардкор-сцены Сан-Франциско состоял из: кожаных байкерских курток, цепей, шипованных браслетов, пирсинга, а также татуировок с различными панк-символами (например, анархии) и причёсок в стилях «ёжик» и ирокез.